# Litoria aurea
Litoria aurea är en groda från Australien som tillhör släktet Litoria och familjen lövgrodor.

## Utseende
Grodan är klargrön till olivgrön på ovansidan, med bruna till bronsfärgade fläckar. På varje sida har den ett beigefärgat veck som sträcker sig från ögat till bäckenet, och en svart strimma längs detta. Sidorna är bruna med beige fläckar, och buken är vitaktig. Benen är bruna till bronsfärgade, medan undersidan av låren och bäckenpartiet är klarblå. Trumhinnan är tydligt markerad. Den har simhud på nästan hela bakfötterna, och tydliga trampdynor på alla tårna. Hanens längd varierar mellan 57 och 69 mm, och honans från 65 till 108 mm.

## Vanor
Arten är dagaktiv och solbadar gärna. Den lever i och nära stillastående, grunda, oförorenade färskvattensamlingar utan någon fiskpopulation. Viss vegetation som kan erbjuda gömslen och jaktmarker accepteras, men generellt bör habitatet vara fritt från skuggande växter. Främsta bytesfångsten sker på land i flera olika biotoper, men den föredrar gräsmarker. Trots att Litoria aurea tillhör lövgrodorna, är den ingen klättrande art. Främsta bytet utgörs av andra grodor, även av den egna arten. Också ett flertal andra byten tas, bland annat insekter. Grodynglen lever av alger, bakterier och nerbrutet organiskt material (detritus).

### Fortplantning
Litoria aurea leker under sommaren, från oktober till mars, även om den ibland kan börja så tidigt som i augusti. Parningen sker i vatten, dit hanarna anläder först och sedan ropar på honorna med ett djupt, långsamt grymtande. Honan lägger mellan 3 000 och 10 000 ägg i ett geleartat lager, som så småningom sjunker till botten. Utvecklingen är snabb; äggen kläcks efter 2 dygn, och ynglen förvandlas efter omkring två månader.

## Utbredning
Grodan finns längs med sydöstra Australiens kust från nordöstra New South Wales till östra Victoria. Den har dessutom införts till Nya Kaledonien, Nya Hebriderna och Nya Zeeland. Till Nya Zeeland infördes den till Nordön för första gången i mitten på 1800-talet, och den är numera fast etablerad där. Flera försök har gjorts att också introducera den på Sydön, men det verkar som om klimatet där är mindre lämpligt.

## Status
Litoria aurea är klassificerad som sårbar ("VU", underkategori "A2ace") av IUCN, och arten minskar. Orsakerna är inte helt kända, men bland annat misstänks den ökade ultravioletta strålningen i de icke-tropiska delarna av södra halvklotet, samt inplantering av sportfisk. Svampsjukdomar har även föreslagits.